# Effet Dicke
Pour les articles homonymes, voir Dicke.
En spectroscopie, l’effet Dicke, également connu sous le nom de rétrécissement Dicke ou parfois rétrécissement collisionnel, nommé d'après le physicien américain Robert Dicke,, se réfère au rétrécissement de l'élargissement Doppler d'une raie spectrale dû aux collisions que l'espèce émettrice (généralement un atome ou une molécule) subit avec d'autres particules,.

## Mécanisme
Lorsque le libre parcours moyen d'un atome est beaucoup plus petit que la longueur d'onde de la transition radiative, l'atome change plusieurs fois de vitesse et de direction pendant l'émission ou l'absorption d'un photon. Il en résulte une moyenne des différents états Doppler et une largeur de raie atomique plus étroite que la largeur Doppler.